# Steherrennen

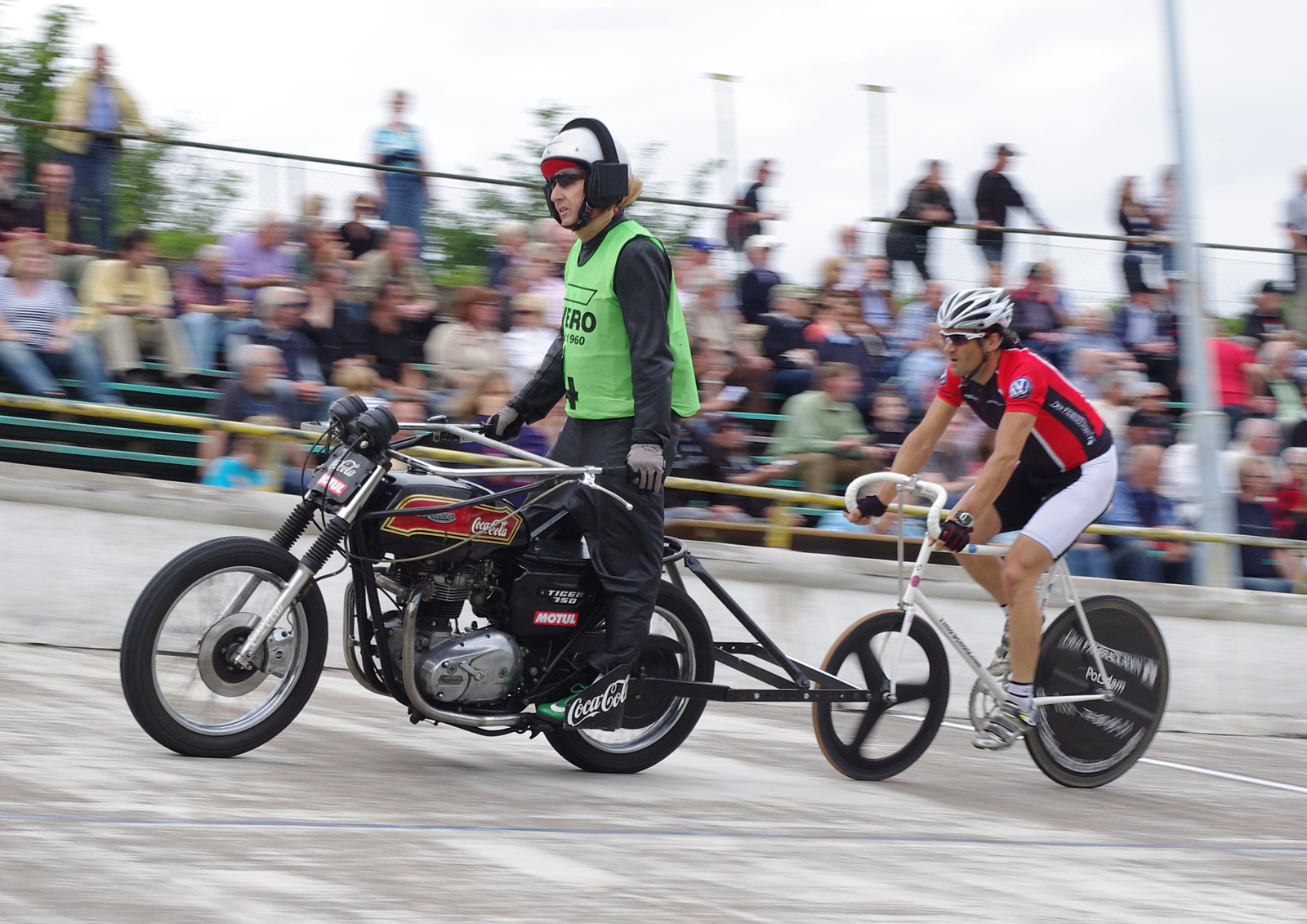
Steherrennen auf der Radrennbahn Bielefeld, Steher Timo Scholz hinter Schrittmacher Karsten Podlesch (2011)

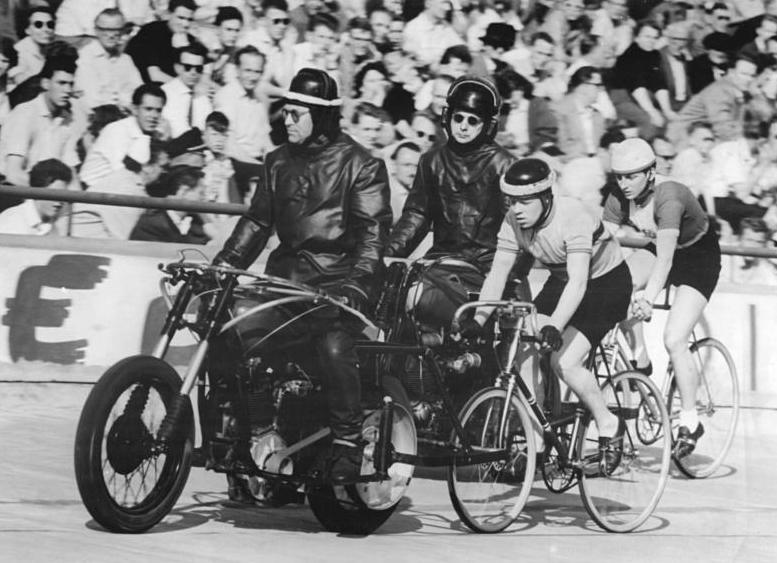
Steherrennen 1958 auf der Radrennbahn in Berlin-Weißensee, ganz rechts Manfred Klieme

Das Steherrennen ist eine Ausdauerdisziplin des Bahnradsports, bei der der Radrennfahrer im Windschatten eines Schrittmachers fährt, der in der Regel motorisiert ist.
Bis zur Wende vom 19. bis zum 20. Jahrhundert fuhren die Rennfahrer mit Fahrrädern als Schrittmacher, und zwar speziellen Vierer-, Fünfer- oder Sechserrädern mit entsprechender Besatzung. Seitdem werden Motorräder als Schrittmacher genutzt. Der Begriff Steher kommt aus dem Pferderennen und bezeichnet dabei den ausdauernden Radfahrer und nicht den Schrittmacher, der zur Vergrößerung des Windschattens stehend fährt.
Bis 1994 gab es jährliche Weltmeisterschaften der UCI, heute wird der Sport im Wesentlichen in Deutschland, der Schweiz und den Niederlanden ausgeübt.

## Prinzip
Steher (veraltet Dauerfahrer) werden Radrennfahrer genannt, die in einem dauerhaft hochgehaltenen Tempo über längere Distanzen (50 oder 100 Kilometer) auf einer Radrennbahn fahren.
Heutzutage sind Steherrennen Bahnrennen, bei denen der Radrennfahrer (der Steher) hinter einem Motorrad im Windschatten fährt. Dazu werden speziell für diesen Zweck ausgerüstete Schrittmacher-Maschinen benutzt, die dem Radrennfahrer vorausfahren und ihm Windschatten geben. Der Fahrer des Motorrades, Schrittmacher genannt, steht auf Fußrasten der Maschine (davon leitet sich aber nicht der Name der Disziplin ab, siehe unten), damit dieser einen möglichst großen Windschatten erzeugt.  Die Motorräder sind mit einer höher gelegten Stütze anstelle der Sitzbank und verlängerten Lenkerenden ausgestattet. Bei Steherrennen werden Geschwindigkeiten von teilweise über 100 km/h erzielt und auch über längere Abschnitte gehalten.
Die Radrennfahrer sind nicht mit den Schrittmachern verbunden, sondern werden durch eine Abstandsrolle auf Distanz zum Motorrad gehalten. Ihre Fortbewegung erfolgt ausschließlich durch ihre Beinarbeit. Der Radrennfahrer versucht dabei, möglichst nahe an der Rolle des vor ihm fahrenden Schrittmacher-Motorrades zu bleiben, um möglichst viel Windschatten zu erhalten. Verliert er den engen Kontakt zum Schrittmacher, so kommt der Fahrer „von der Rolle“ (daher stammt auch die Redewendung „von der Rolle sein“).
Steherrennen finden häufig im Rahmen von Sechstagerennen statt.

## Herkunft und Entwicklung

Steher Bruno Demke mit Schrittmacher (1905)

Der französische Stehermeister Paul Bourotte hinter einem Fünferrad (Quintuplet) als Schrittmacher (1897)

Der Begriff „Steher“ leitet sich vom englischen „stayer“ ab, das heißt jemand mit Ausdauer (to stay „anhalten, bleiben“). Der Begriff wurde und wird im Pferderennsport zur Unterscheidung von Kurzstrecken- (Flieger-) und Langstreckenrennen (Steherrennen) verwendet. Die früher übliche deutsche Entsprechung „Dauerrennen“ weist auf denselben Umstand hin. In der Frühzeit dieser Sportart fuhren die Rennfahrer zunächst ohne Schrittmacher, dann mit Fahrrädern als Schrittmacher, und zwar speziellen Vierer-, Fünfer- oder Sechserrädern mit entsprechender Besatzung. Dabei ging es zunächst weniger um Rennen gegeneinander als um Rekorde: Höchstgeschwindigkeiten, Zeit pro Strecke und Strecke pro Zeit – oft über sehr lange Distanzen (100 Kilometer unterste Grenze) und Zeiten (24 Stunden und mehr), so dass „to stay“ bzw. „Dauerfahren“ tatsächlich wörtlich genommen werden konnte. Ab Ende des 19. Jahrhunderts wurden schließlich Motorräder als Schrittmacher benutzt. 1910 wurde auf der Radrennbahn Steglitz ein Steherrennen für Steher-Tandems veranstaltet. Die Tandems waren extra für dieses Rennen konstruiert worden. Albert Schipke mit Karel Verbist als Partner gewannen das Rennen. Da die Publikumsresonanz schwach blieb, wurde der Versuch nicht wiederholt.
Besonders in der Zeit bis zum Zweiten Weltkrieg waren Steherrennen äußerst gefährlich, da das Material, insbesondere die Reifen, noch fehlerhaft war und es zu vielen Stürzen kam, bei denen Steher oder Schrittmacher entweder schwer verletzt wurden oder ums Leben kamen (siehe  Liste von tödlich verunglückten Radrennfahrern sowie Rennbahnkatastrophe von Berlin).
Bei dem Lärm der Motoren ist eine Verständigung zwischen Schrittmacher und Steher akustisch nur durch kurze, in ihrer Bedeutung zuvor festgelegte Rufe möglich. Dazu benutzen die Schrittmacher Helme mit nach hinten geöffneten Ohrenklappen.
1993 wurde die Trennung zwischen Profis und Amateuren abgeschafft. Wie in anderen Disziplinen des Bahnradsports auch wurden die Steherweltmeisterschaften in der neuen Elite-Klasse ausgetragen. Der letzte Steherweltmeister der Amateure war der Berliner Carsten Podlesch, der in der ersten Elitekonkurrenz 1993 Dritter wurde und bei der letzten ausgetragenen Steherweltmeisterschaft der Elite 1994 erneut Weltmeister. Seit 1994 richtet die UCI keine Steher-Weltmeisterschaften mehr aus, da der Stehersport nur noch in wenigen europäischen Nationen (im Wesentlichen Deutschland, Schweiz und Niederlande) ausgeübt wird. Allerdings werden jährlich weiterhin Steher-Europameisterschaften ausgetragen.
Generell ist heute die Zuschauerresonanz bei Steher-Rennen nicht mehr so groß wie im 20. Jahrhundert, als noch Zehntausende von Besuchern auf die Radrennbahnen kamen, dennoch faszinieren sie immer noch viele Menschen. Deutsche Steher-Hochburgen sind unter anderem Erfurt, Bielefeld, Nürnberg (bis 2017), Forst und Leipzig.
Verwandt mit dem Steherrennen ist das Derny-Rennen, bei dem ein speziell konstruiertes Moped als Schrittmacher fungiert.
Im Januar 2025 wurde im Sportpaleis Alkmaar das erste Steherrennen für Frauen angekündigt.

## Motorräder für Steherrennen
Die Motorräder für Steherrennen sind meistens älteren Baujahrs. Die Maschinen weisen etliche besondere Eigenschaften auf: Sie haben einen großvolumigen, meist einzylindrigen, niedertourigen Motor mit einem in der Halle tendenziell eher erträglichen, tiefen Klangbild. Die Drehmoment-Charakteristik des Motors erlaubt schnelles Beschleunigen aus niedrigen Drehzahlen. Die Lenker sind als Stangen weit nach hinten verlängert, um durch eine aufrechte Sitzposition einen bestmöglichen Windschatten zu ermöglichen. Am Heck der Maschine ist eine breite kugelgelagerte Rolle als Abstandshalter angebracht. Steher vermeiden jeden – auch nur kurzen – Radkontakt mit der Rolle, da es dabei wegen der doppelten Bremswirkung leicht zu Stürzen kommen kann.

Elektro-Tandem aus dem Jahre 1898
Motor-Tandem aus dem Jahre 1905
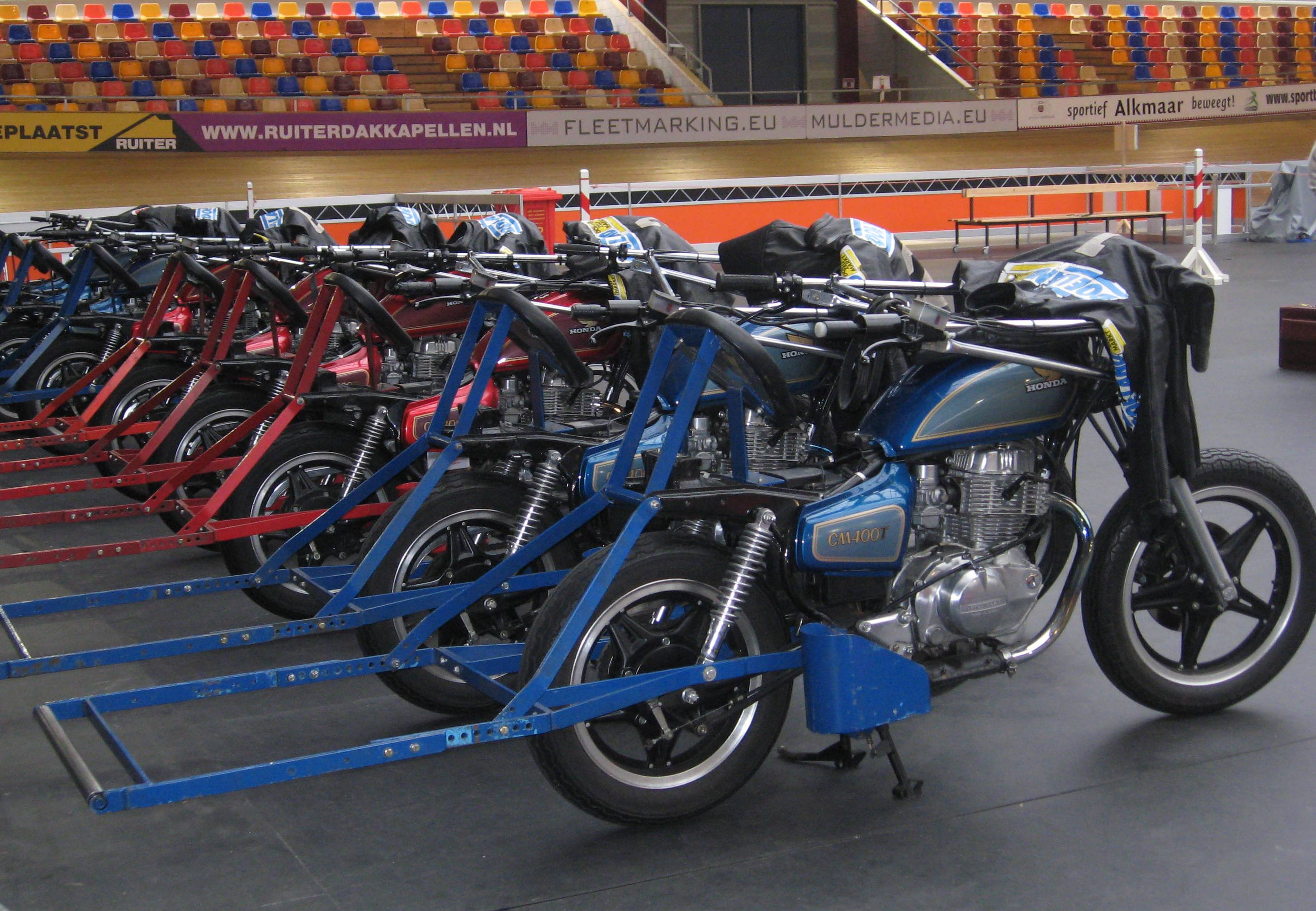
Steher-Motorräder der EM 2007 in Alkmaar
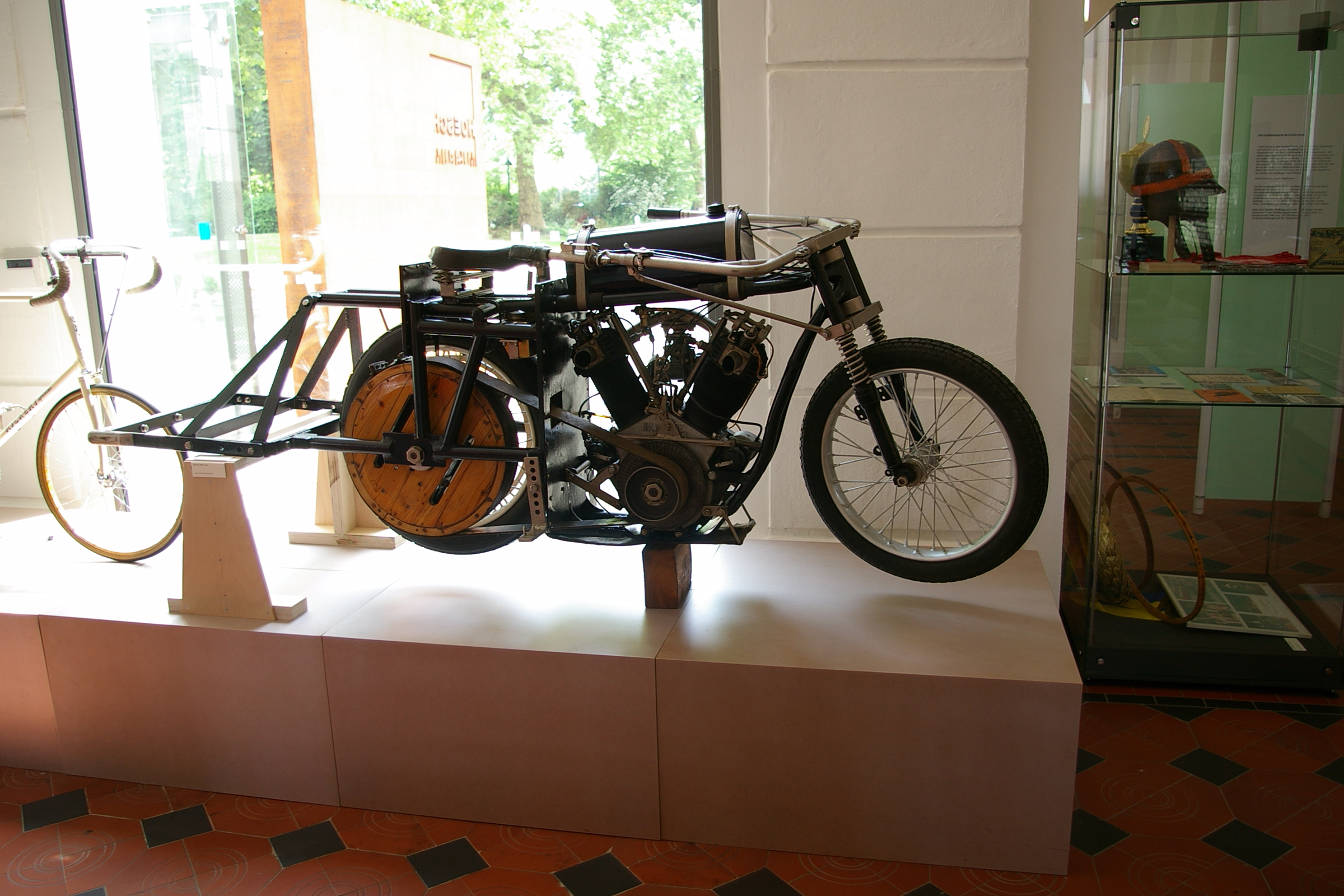
Zweizylinder-Motorrad für Steherrennen
Sechstagerennen 2009 in Berlin: Steherrennen
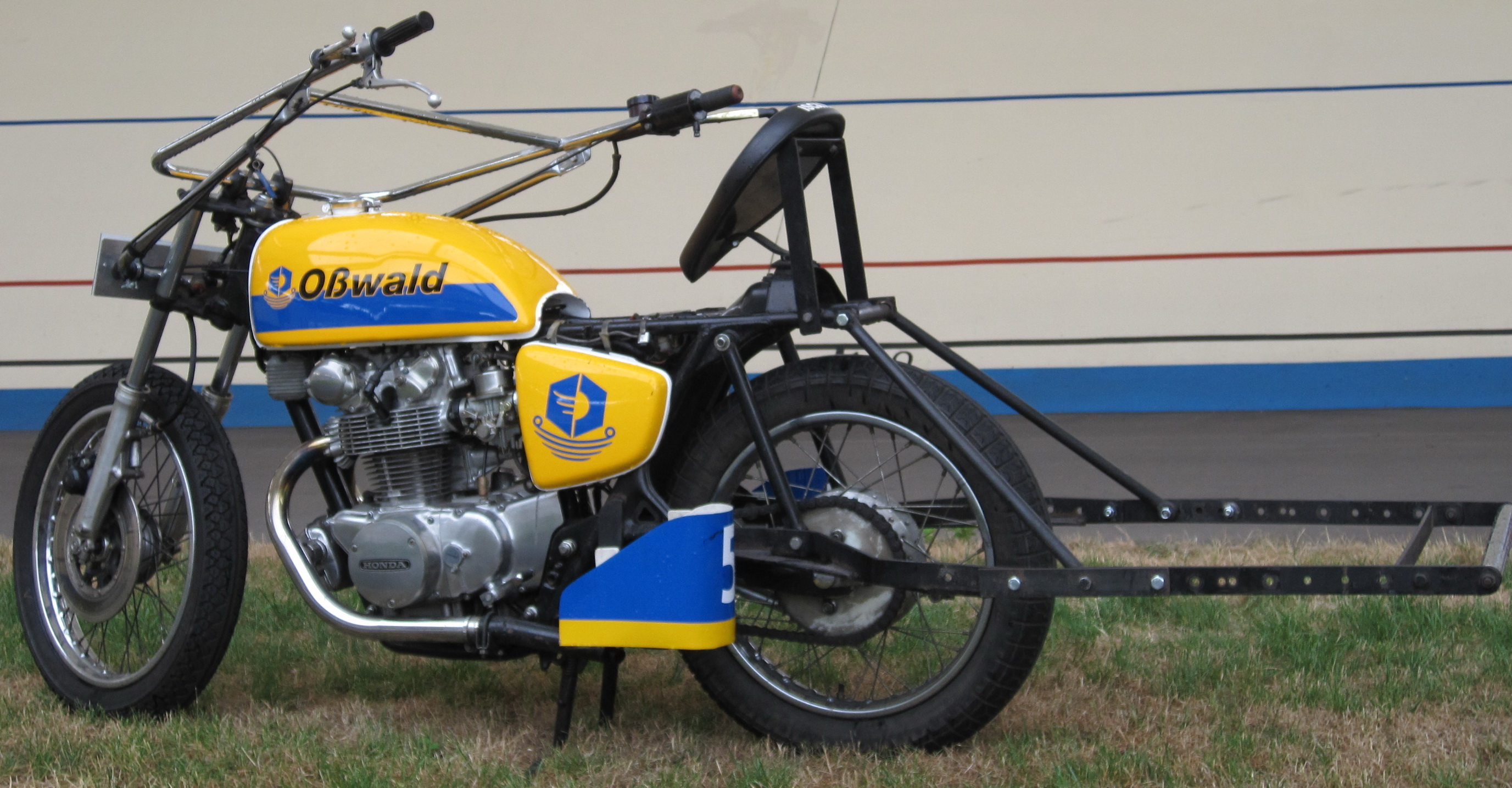
Schrittmacher-Motorrad bei der DM 2010 in Erfurt
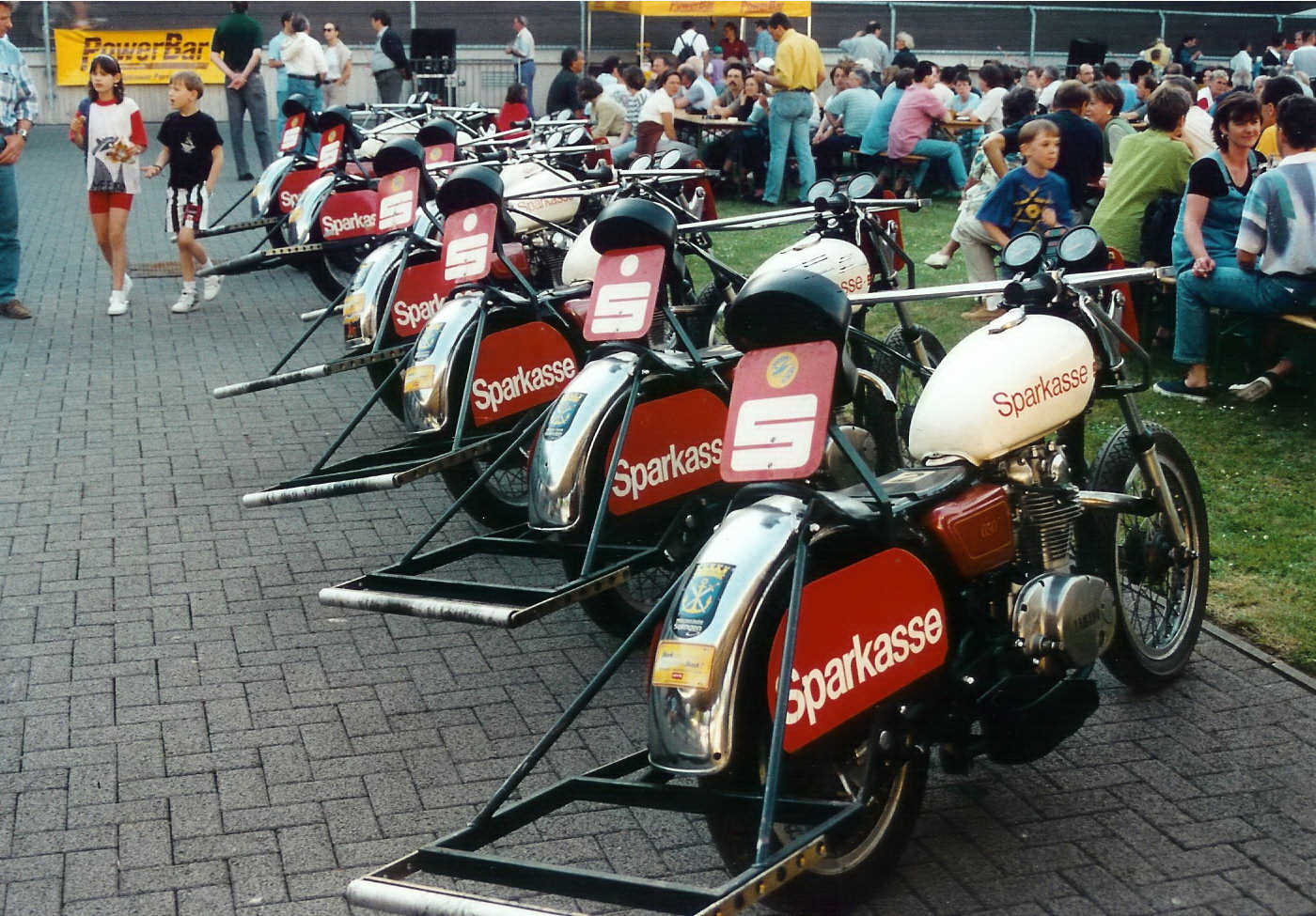
Schrittmacher-Motorräder im Radstadion Köln

## Trivia

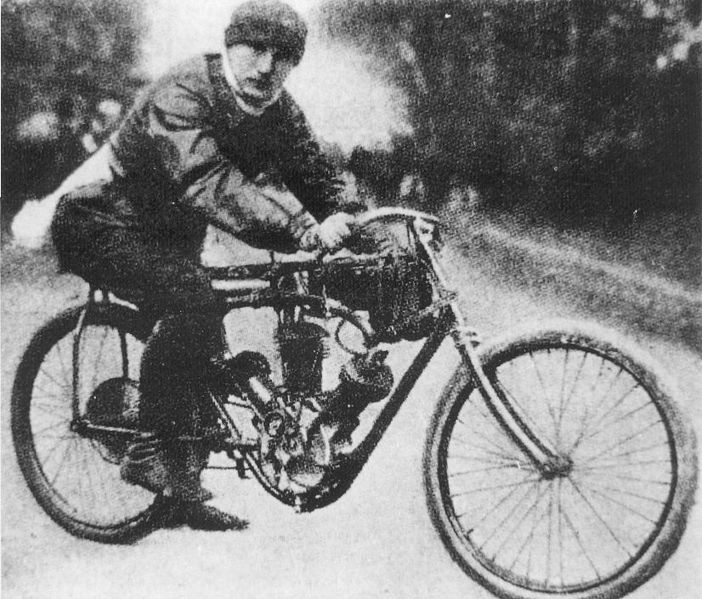
Anzani mit einem Dreizylinder-Steherrennenmotor, quer eingebaut

Die erste Überquerung des Ärmelkanals mit dem Flugzeug gelang Louis Blériot im Jahr 1909 mit einem modifizierten Dreizylinder-Steherrennen-Motorradmotor von Anzani Moteurs d’Aviation, der sich schon bei Steherrennen, die eine Stunde dauern konnten, als leicht, robust und zuverlässig bewährt hatte und bei niedriger Drehzahl von ca. 1.000/min 25 PS leistete. Anzani war zuvor als Testfahrer und Ingenieur bei der Motorenfabrik Société Buchet angestellt, die u. a. luftgekühlte Dreizylindermotoren für Steherrennen anfertigte; die Motoren wurden dabei quer in das Motorrad eingebaut, siehe Foto.